# Zdzisław Żarski

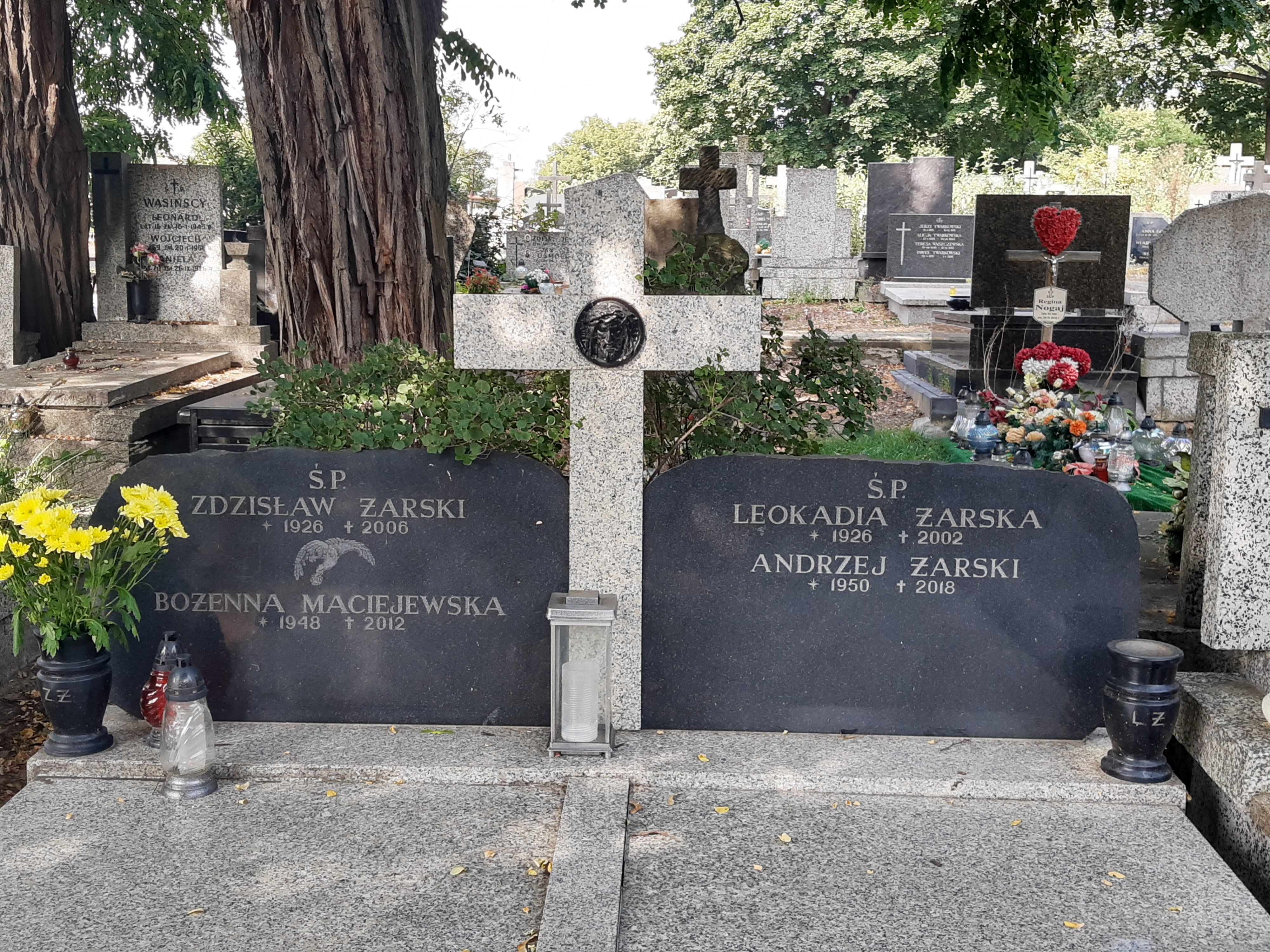
Grób gen. Zdzisława Żarskiego na cmentarzu Bródnowskim

Zdzisław Żarski (ur. 22 listopada 1926 w Warszawie, zm. 3 lutego 2006 tamże) – generał brygady pilot Wojska Polskiego.

## Życiorys
Do 1939 skończył 7 klas warszawskiej szkoły powszechnej, w latach 1941–1943 uczeń gimnazjum kupieckiego w Nałęczowie. 
28 listopada 1944 wstąpił do WP w Lublinie i został strzelcem 9 Zapasowego Pułku Piechoty. XII 1944 – VII 1946 podchorąży w Wojskowej Szkole Lotniczej w Zamościu przeniesionej do Dęblina, po ukończeniu nauki został podporucznikiem pilotem. Instruktor eskadry szkolnej w Radomiu, od lutego 1948 dowódca klucza lotniczego (od lipca 1948 w stopniu porucznika, a od lipca 1950 – kapitana), od 1 V 1951 dowódca szkolnej eskadry. Od X 1952 major, od marca 1953 zastępca komendanta Oficerskiej Szkoły Lotniczej w Dęblinie ds. pilotażu, od jesieni 1953 w stopniu podpułkownika, a od 15 V 1954 do jesieni 1957 komendant OSL w Dęblinie. Od 28 II 1958 zastępca komendanta Oficerskiej Szkoły Lotniczej ds. szkolenia lotniczego w Radomiu, a od 29 V 1959 komendant tej szkoły (od X 1961 w stopniu pułkownika). W 1961 skończył liceum ogólnokształcące dla pracujących w Radomiu i zdał maturę, po czym do 1963 studiował w Akademii Sztabu Generalnego Sił Zbrojnych ZSRR im. K. Woroszyłowa w Moskwie. Po studiach zastępca dowódcy 3 Korpusu Obrony Powietrznej Kraju ds. liniowych we Wrocławiu, a od stycznia 1964 dowódca 1 Korpusu Obrony Powietrznej Kraju w Warszawie. Jesienią 1966 mianowany generałem brygady; nominację wręczył mu w Belwederze przewodniczący Rady Państwa PRL Edward Ochab. Od lata 1968 szef sztabu i zastępca dowódcy Wojsk Obrony Powietrznej Kraju (WOPK). Od końca 1971 komendant Oddziału WOPK i Lotniczego Akademii Sztabu Generalnego WP. Jesienią 1978 został doktorem, a w kwietniu 1982 profesorem nadzwyczajnym nauk wojskowych. W 1980 wszedł w skład Rady Naukowej Wojskowego Instytutu Medycyny Lotniczej. Od jesieni 1984 szef Zespołu Naukowego Sztabu Generalnego WP, a od 1985 szef Zarządu Naukowo-Wydawniczego Sztabu Generalnego. W latach 1990–1992 szef Misji Polskiej – minister pełnomocny w Komisji Nadzorczej Państw Neutralnych w Korei. Jesienią 1992 pożegnany przez ministra obrony narodowej Janusza Onyszkiewicza i przeniesiony w stan spoczynku. Został pochowany na cmentarzu Bródnowskim (kw. 31I-3-28/29).
Członek PPR, a następnie PZPR.

## Awanse
W trakcie wieloletniej służby w Wojsku Polskim otrzymywał awanse na kolejne stopnie wojskowe:
- podporucznik – 1946
- porucznik – 1948
- kapitan – 1950
- major – 1952
- podpułkownik – 1953
- pułkownik – 1961
- generał brygady – 1966

## Odznaczenia i nagrody
- Order Sztandaru Pracy I klasy (1987)
- Krzyż Komandorski Orderu Odrodzenia Polski (1968)
- Krzyż Kawalerski Orderu Odrodzenia Polski (1963)
- Srebrny Krzyż Zasługi (dwukrotnie, 1947 i 1951)
- Medal Komisji Edukacji Narodowej (1975)
- Nagroda MON II stopnia w dziedzinie sztuki operacyjnej i taktyki lotnictwa (1983)
- Tytuł „Zasłużonego Nauczyciela PRL” (1982)
- Medal 10-lecia Polski Ludowej
- Medal 30-lecia Polski Ludowej
- Medal 40-lecia Polski Ludowej
- Medal „Za udział w walkach o Berlin” (1970)
- Złoty Medal „Siły Zbrojne w Służbie Ojczyzny” (1968)
- Złoty Medal „Za zasługi dla obronności kraju” (1973)
- Medal za Długoletnie Pożycie Małżeńskie (1998)
- Złoty Medal „Za Zasługi dla Pożarnictwa” (1968)[2]
- Medal im. Ludwika Waryńskiego (1987)[3]
- Pamiątkowa odznaka XX-lecia Oficerskiej Szkoły Lotniczej (1965)
- Medal „Za zwycięstwo nad Niemcami w Wielkiej Wojnie Ojczyźnianej 1941–1945” (ZSRR) (1973)
- Medal jubileuszowy „Czterdziestolecia zwycięstwa w Wielkiej Wojnie Ojczyźnianej 1941–1945” (1990)
- Medal jubileuszowy „60 lat Sił Zbrojnych ZSRR” (1979)

I inne.

## Życie prywatne
Syn Tadeusza (1901-1954), motorniczego tramwajów i kierowcy, po wojnie kierownika transportu w Państwowym Przedsiębiorstwie Urządzeń Klimatyzacyjnych w Warszawie i Bronisławy z Krakowskich (1902-1997). Od 1946 był żonaty z Leokadią z domu Brzeską (1926-2002). Miał dwie córki i syna.